# 바이에른 선제후국
바이에른 선제후국(독일어: Kurfürstentum Bayern 쿠르퓌르스텐툼 바이에른[*])은 1623년부터 1806년까지 바이에른 왕국에 의해 계승된 신성 로마 제국의 준독립적인 세습 선제후국이다.
바이에른 선제후국은 본래 바이에른 공국이었다. 바이에른 공국은 비텔스바흐가의 한 분파가 지배하였다. 비텔스바흐가에는 바이에른 공작 계승 분파뿐 아니라 그보다 오래된 분파인 팔츠 선제후 배출 집안도 속했다. 팔츠 선제후 계승 집안은 1356년의 금인칙서에 따라 신성 로마 제국의 일곱 선제후 중 하나로서의 지위를 누렸으나, 바이에른 공작 계승 집안은 선제후국의 지위가 없었다.
그러나 1621년, 팔츠 선제후 프리드리히 5세가 신성 로마 제국 황제 페르디난트 2세에 대항하여 30년 전쟁에서 반란을 일으켰다가 실패한다. 이에 따라 프리드리히 5세는 선제후 지위를 빼앗기고, 대신 같은 비텔스바흐가인 바이에른 공작 막시밀리안 1세가 1623년 선제후의 지위를 넘겨받았다. 이로써 바이에른 공국은 바이에른 선제후국으로 격상된다. 1628년에는 프리드리히 5세의 영토였던 오버팔츠마저 바이에른에 합병된다. 나중에 베스트팔렌 조약에 따라 프리드리히 5세의 아들이 새로운 선제후 지위를 신설하여 선제후 자리에 오르지만, 막시밀리안 1세의 후손들은 프리드리히 5세로부터 빼앗은 선제후 지위를 계속 유지하였다. 1777년에 막시밀리안 1세 계통의 피가 끊기면서 프리드리히 5세 계통 분파와 막시밀리안 1세 계통의 분파가 하나로 합쳐진다. 이 같은 동군연합은 신성 로마 제국이 해체될 때까지 계속되었다. 나폴레옹 전쟁에서 프랑스 편으로 참전하여, 1805년 프레스부르크 조약 이후 당시 바이에른 선제후였던 막시밀리안 1세 요제프는 스스로 "바이에른 국왕"이라 칭하였다. 신성 로마 제국이 이듬해인 1806년에 해체되면서 바이에른 선제후국은 바이에른 왕국이 되었다.

## 역대 선제후
- 1623년 - 1651년 막시밀리안 1세
- 1651년 - 1679년 페르디난트 마리아
- 1679년 - 1726년 막시밀리안 2세 에마누엘
- 1726년 - 1745년 카를 알브레히트
- 1745년 - 1777년 막시밀리안 3세 요제프
- 1777년 - 1799년 카를 테오도어
- 1799년 - 1805년 막시밀리안 4세 요제프

## 같이 보기
- 바이에른 왕국